# 정다원 (배우)
민채연(본명 : 김해나, 1992년 8월 11일 ~ )은 대한민국의 배우이다.

## 출연작

### 영화
- 《긴 하루》 (2021년) - 소영 역
- 《나만 보이니》 (2021년) - 소미 역
- 《꽃손》 (2021년) - 한별 역
- 《두번할까요》 (2019년) - 여직원 1 역
- 《발광하는 현대사》 (2019년) - 민주 역
- 《너의 결혼식》 (2018년) - 하숙생 여 역
- 《고해성사》 (2016년) - 수녀 역
- 《간신》 (2015년) - 도박꾼 딸 역
- 《악의 연대기》 (2015년) - 여경 2 역
- 《관상》 (2013년) - 어린아내 역
- 《마이 리틀 히어로》 (2013년) - 썬더맨 단원 잠자리 역
- 《투사부일체》 (2006년) - 3학년 8반 학생들 역

### 드라마
- 《파수꾼》 (MBC, 2017년)
- 《황금주머니》 (MBC, 2016년) - 송진주 역
- 《대박》 (SBS, 2016년)
- 《여자를 울려》 (MBC, 2016년)
- 《화정》 (MBC, 2015년)
- 《냄새를 보는 소녀》 (SBS, 2015년)
- 《비밀의 문: 의궤 살인 사건》 (SBS, 2014년)
- 《오만과 편견》 (MBC, 2014년) - 차윤희 역

### 뮤직비디오
- 임창정 - 그 사람을 아나요
- 임창정 - 나란 놈이란

### 광고
- 에잇세컨즈
- 월드쉐어